# حرب السنوات الأربع (مسلسل)
حرب السنوات الأربع، مسلسل تاريخي سوري ليبي مشترك، تأليف وإنتاج داوود شيخاني، وإخراج هيثم حقي، بطولة أسعد فضة، ولطفي بن موسى، وعدنان بركات، وعبد الرحمن أبو القاسم، ورضوان عقيلي، بث أول مرة عام 1980.

## قصته
يحاول تجسيد الحرب التي قامت بين حاكم طرابلس (ليبيا) يوسف باشا القره مللي، وأخيه أحمد باشا القرة مللي، وحرب طرابلس التي استمرت أربع سنوات، حيث يبين العمل مطامع الحكومة الأمريكية في ليبيا. وكذلك محاولة أمريكا احتلال الشواطئ الليبية بأكبر أسطول بحري في ذلك الوقت وبوجود أكبر سفينة بحرية ( فيلادلفيا) ذات الأربع والأربعين مدفع ويبين المسلسل طريقة أسر السفينة وطاقمها من قبل الريس مراد آغا دون إراقة قطرة دم واحدة وتدميرها.

## فريق العمل
- أسعد فضة: بدور (يوسف باشا)
- رضوان عقيلي: بدور (الريس مراد النابلتاني)
- عدنان بركات: بدور (أحمد باشا)
- عبد الرحمن أبو القاسم: بدور (القنصل الأمريكي إيتون)
- جيانا عيد: بدور (زينوبا)
- يوسف خشيم: بدور (كابتن ديكاتور) في البحرية الأمريكية
- محمد الزعلوك: بدور (شيخ الجوازي ) في بنغازي
- صباح السالم: بدور (حكيمة)
- سحر فوزي: بدور (مزموريس)
- حسن قرفال: بدور ( ابن يوسف باشا ) وصهر عمه أحمد باشا.
- وفاء الموصللي: بدور (جين)
- صلاح مخللاتي: بدور (القبطان التونسي)
- جهاد الزغبي: بدور (أميرال موريس)
- صبحي سليمان: بدور (أميرال بريبل)
- ياسين أرناؤوط: بدور (أميرال ديل)
- صباح عبيد: بدور (خورشيد باشا)
- فتحي بدر: بدور ( درويش )
- لطفي بن موسى:[2] بدور ( حسونة الدغيس ).. مستشار أو وزير الدولة.
- عبد الله الريشي: بدور (الريس زريق )
- عمران راغب المدنيني:[3] بدور (حسن المغني)
- سعيد عبد السلام: بدور (روبرت موريس)